# Agenția pentru Serviciile Societății Informaționale
Agenția pentru Serviciile Societății Informaționale (ASSI) a fost o instituție publică din România, cu personalitate juridică, în subordinea Ministerului Comunicațiilor și Tehnologiei Informației (MCTI) începând cu data de 29 iunie 2007 până în data de 11 noiembrie 2009, când a fost desființată prin Legea nr. 329/2009 privind reorganizarea unor autorități și instituții publice, raționalizarea cheltuielilor publice, susținerea mediului de afaceri și respectarea acordurilor-cadru cu Comisia Europeană și Fondul Monetar Internațional ca urmare a divizării.
O parte din activitate a fost preluată de către Centrul Național de Management pentru Societatea Informațională (CNMSI), iar o altă parte de Centrul Național "România Digitală" (CNRD) (două persoane juridice nou-înființate prin Hotărârea Guvernului nr. 1439/2009 publicată în Monitorul Oficial nr. 857 din data de 9 decembrie 2009).
A avut ca misiune implementarea și operarea sistemelor informatice și de comunicații ce furnizează servicii destinate guvernării prin mijloace electronice și a reglementat activitățile specifice guvernării prin mijloace electronice.
De asemenea a înaintat către MCTI propuneri de acte normative pentru îmbunătățirea cadrului legislativ în domeniul furnizării de servicii publice prin mijloace electronice și pentru îmbunătățirea serviciilor societății informaționale.
ASSI a operat și sistemul denumit „Ghișeul virtual de plăți”, parte a sistemului e-guvernare, precum și site-ul oficial al Sistemului Electronic de Achiziții Publice - https://e-licitatie.ro.